# Skansen

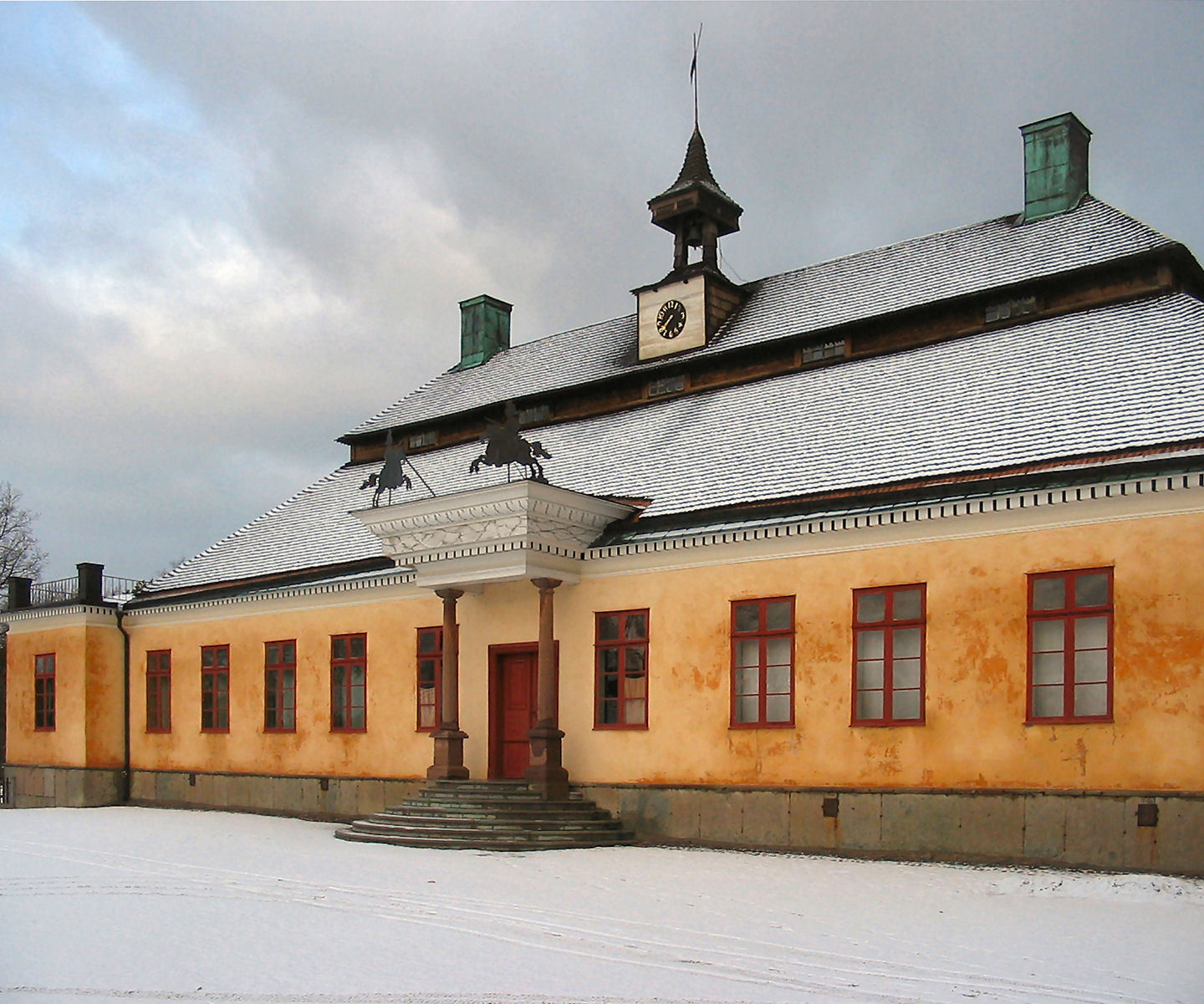
Mansão Skogaholm no Inverno

Skansen (em sueco: Skansen;  PRONÚNCIA) é um museu ao ar livre que inclui um jardim zoológico, situado na ilha de Djurgården em Estocolmo.  Foi fundado em 1891 por Artur Hazelius com o objectivo de mostrar o modo de vida na Suécia durante os últimos séculos.
No século XIX a Suécia, como muitos outros países europeus, sofreu profundas mudanças. O seu modo de vida muito rural deu lugar a uma sociedade industrializada, fazendo com que muitos receassem que parte da história e das tradições nacionais se perdessem. Artur Hazelius, que antes tinha fundado o Museu Nórdico (Nordiska Museet) na ilha de Djurgården, perto do centro de Estocolmo, criou então o primeiro museu ao ar livre do mundo numa colina próxima. Skansen fez inicialmente parte do Nordiska Museet, mas autonomizou-se em 1963. Não obstante, os distintos objectos situados dentro dos edifícios de Skansen pertencem ao Nordiska Museet.
Skansen agrupa cerca de 150 construções procedentes de toda a Suécia, desmontadas e voltadas a montar, peça a peça, no seu lugar definitivo, dando uma visão global sobre a vida na Suécia, passando pelas pobres aldeias agrícolas às ricas residências da nobreza.
O museu apresenta também uma reprodução fidedigna de uma pequena cidade com as oficinas dos artesãos que trabalhavam o couro, a prata e o vidro. No parque do museu que se estende sobre uma área de 300 000 m2, encontra-se um extenso jardim zoológico que mostra uma grande variedade de espécies da Escandinávia e outras mais exóticas.

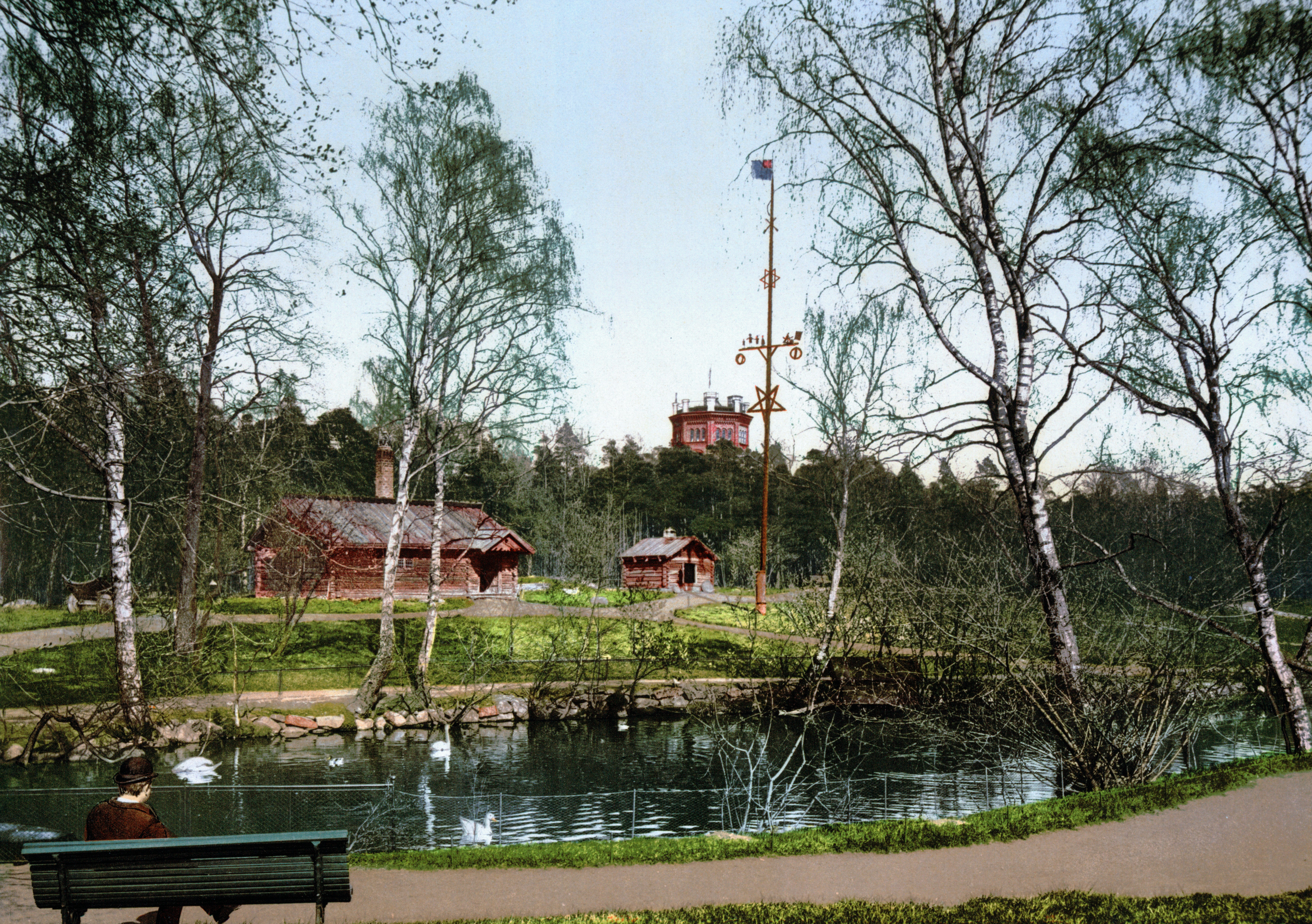
Um postal de Skansen (1900), colorido à mão

Desde 1903 o lugar mais popular do museu é, no início de Dezembro, um mercado de Natal que atrai milhares de visitantes por dia.

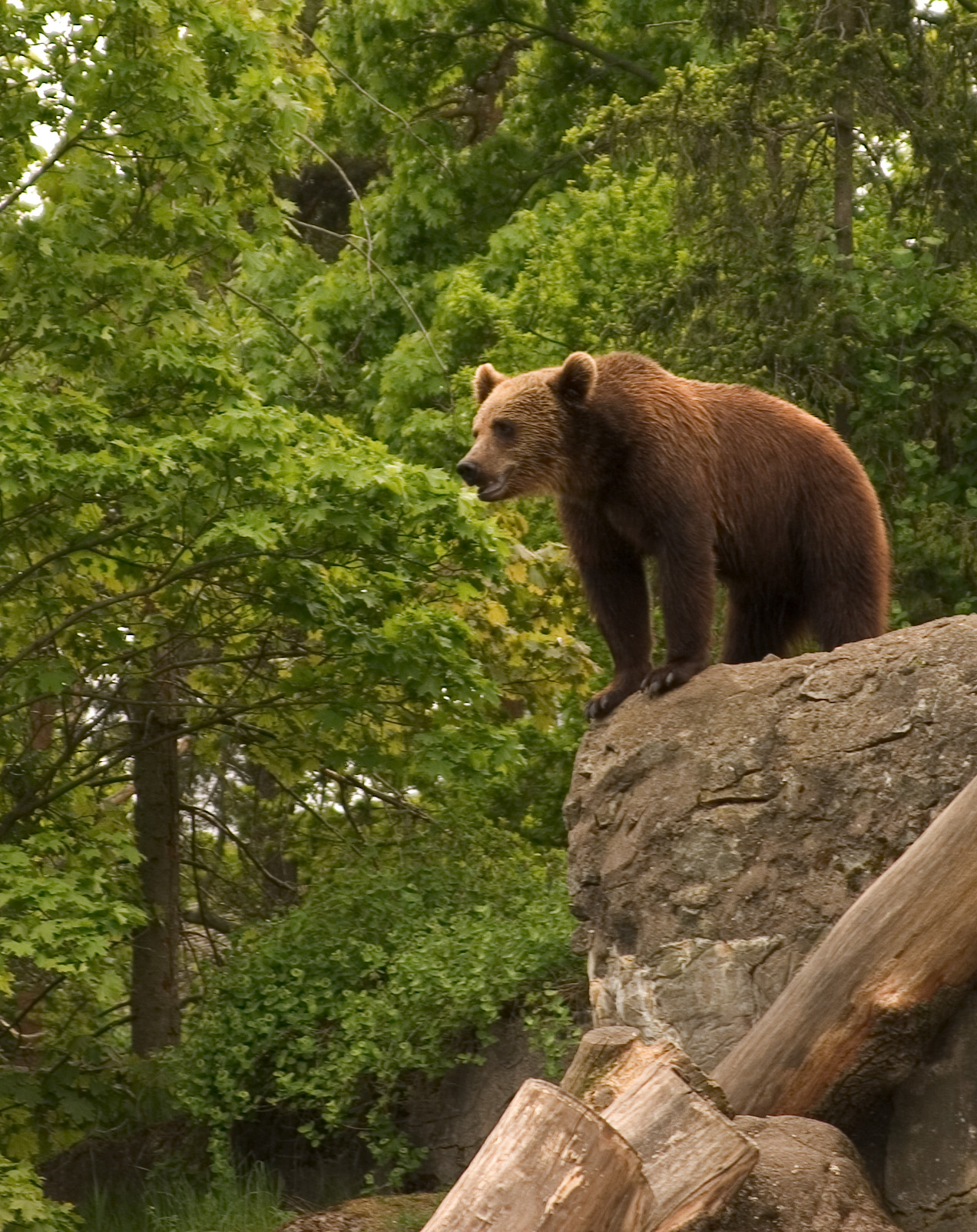
Um urso-pardo
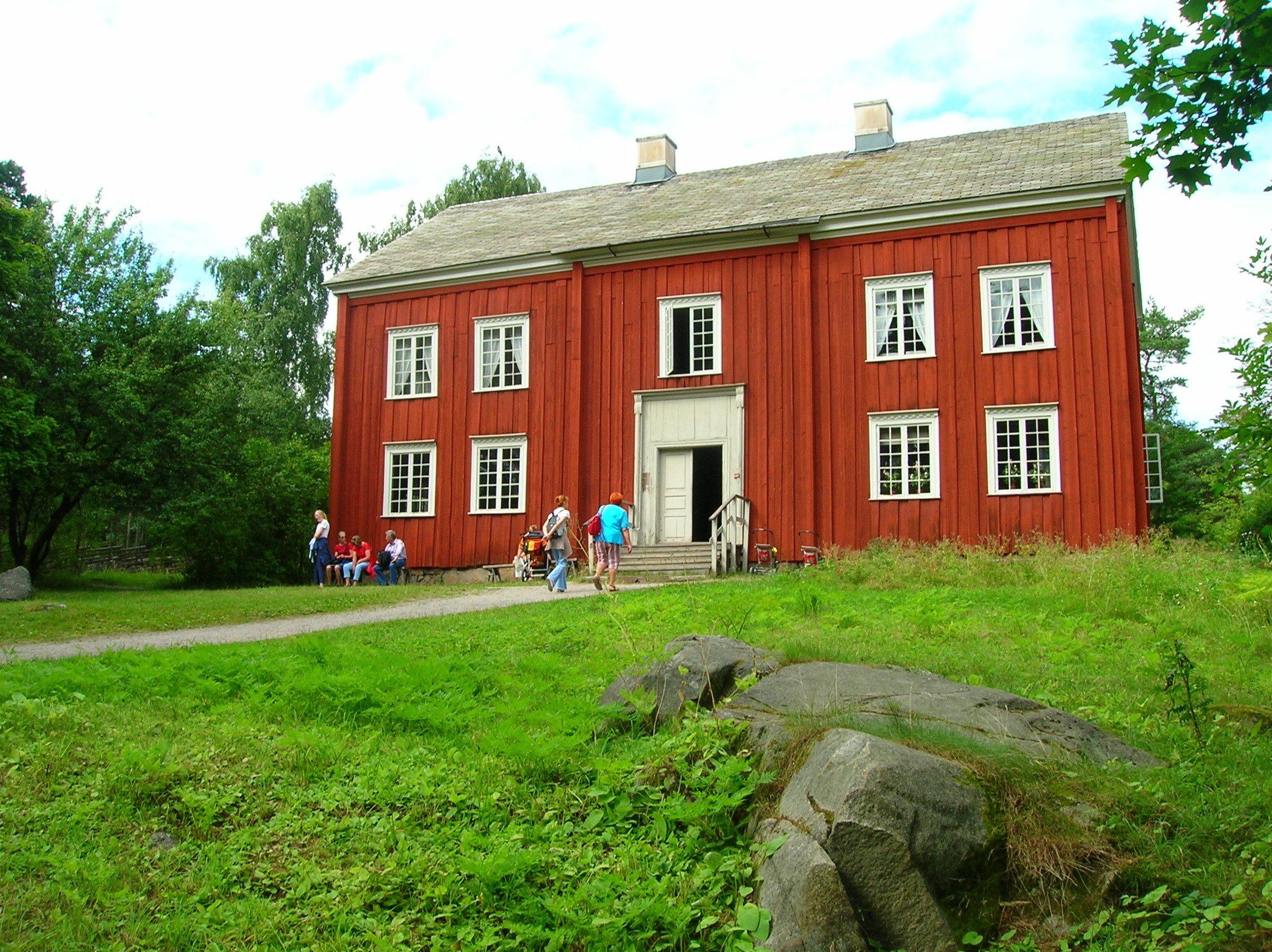
Uma casa tradicional
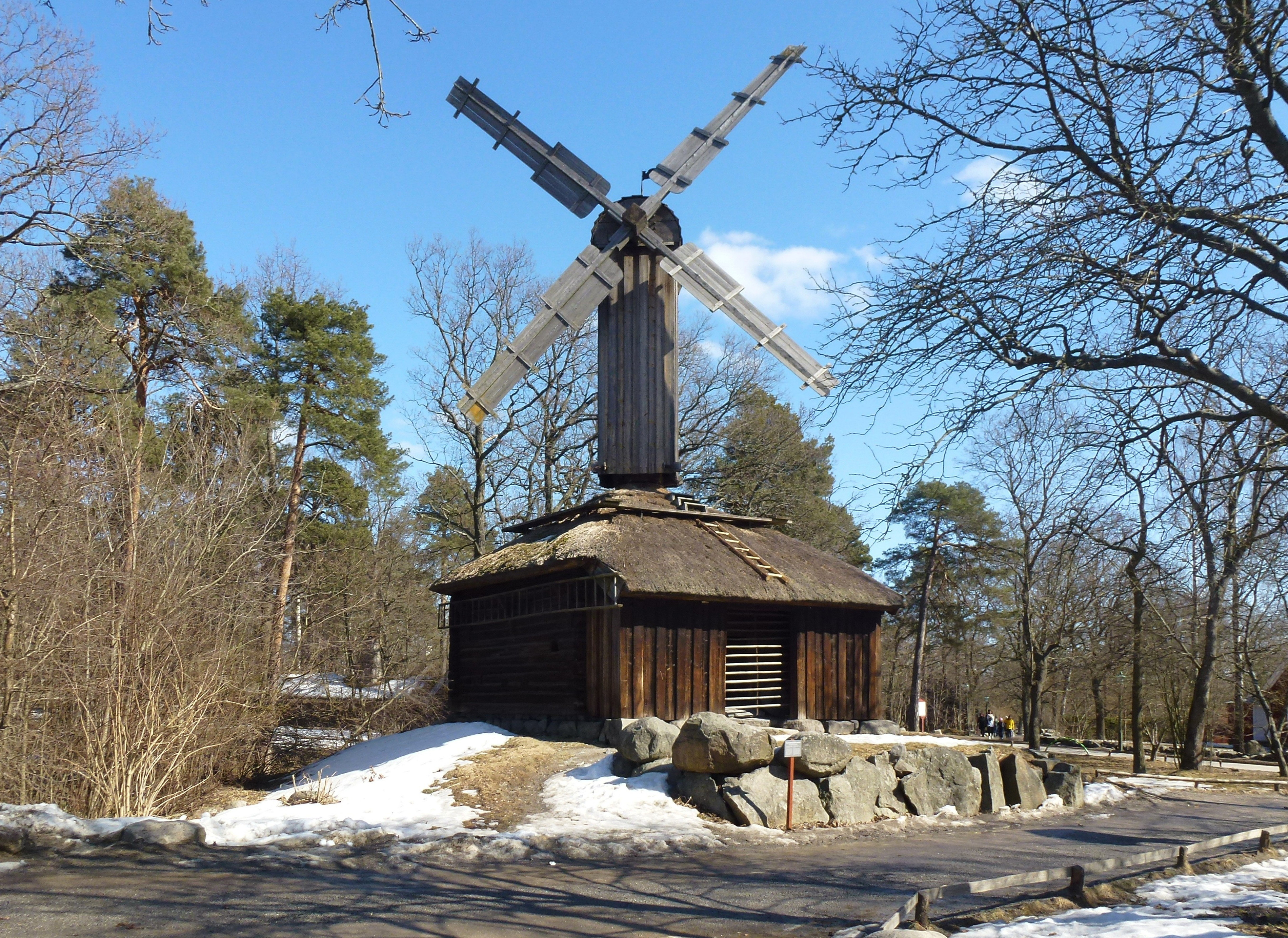
Um moinho tradicional
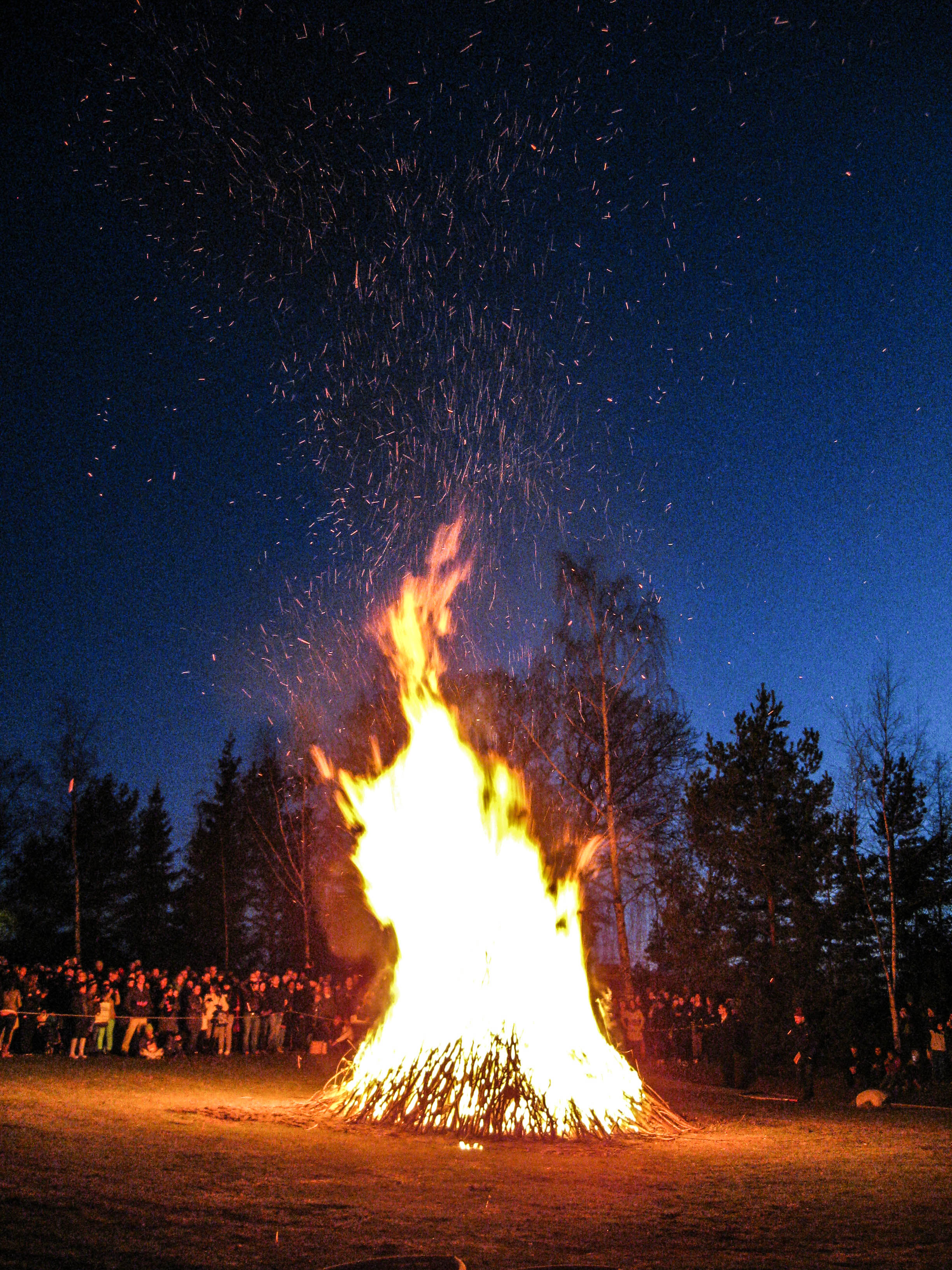
Grande fogueira na noite de Santa Valburga (’’Valborg’’)